# 科肖克顿 (俄亥俄州)
科肖克顿（Coshocton）是美国俄亥俄州科肖克顿县的一个城市和县城。 2010年人口普查时人口为11,216人。沃尔洪丁河和塔斯卡罗瓦斯河在科肖克顿会合，形成马斯金格姆河。
科肖克顿包含罗斯科村，这是经过修复的运河时代的城镇，毗邻前俄亥俄和伊利运河。 作为遗产旅游胜地，展现了该地区独特的运河历史。 这个城市是在18世纪70年代后期由在欧洲人压力下从东部迁移的前德拉瓦族村庄的位置开发的。